# Shimizu Corporation
Shimizu Corporation (清水建設株式会社, Shimizu Kensetsu Kabushiki-gaisha) (清水建設株式会社 Shimizu Kensetsu Kabushiki-gaisha) é uma empresa líder em arquitetura, engenharia civil, e empreitadas em geral, oferecendo soluções integradas, compreensivas, de planejamento, projeto e construção para uma ampla gama de de projetos de construção e engenharia em todo o mundo. Ela tem vendas anuais de aproximadamente US$15 bilhões e tem sido amplamente reconhecida como uma das 5 melhores empreiteiras no Japão e uma das 20 melhores no mundo.

## Sobre Shimizu
A companhia tem o nome do seu fundador Kisuke Shimizu, que nasceu na Aldeia Ohane, Etchu (agora parte de Toyama), e não tem nada a ver com a antiga cidade Shimizu na Prefeitura de Shizuoka. Kisuke Shimizu formou a empresa em Edo (hoje Tóquio) em 1804, e a empresa tem a sua sede em Tóquio desde então.
A Shimizu Corporation é uma empreiteira geral internacional, publicamente cotada na Bolsa de Valores de Nagoya, Tóquio, e na Bolsa de Valores de Osaka e é uma constituinte do índice de ações Nikkei 225. Ela possui uma rede que abrange a Ásia, Europa, América do Norte, o Oriente Médio e a África.

## Serviços oferecidos
- Planejamento & Consultoria
- Desenvolvimento & Financiamento
- Design
- Construção
- Gestão De Instalações
- Manutenção
- Renovação
- Engenharia & Tecnologia
- Investigação & Desenvolvimento[2]

## Construções notáveis
- Ginásio Nacional Yoyogi
- Linha Aquática da Baía de Tóquio - Túnel da Linha Aquática e Umihotaru (uma ilha artificial usada como uma estação de descanso na Linha Aquática)
- Ponte Bãi Cháy
- Terminal 3 do Aeroporto Singapore Changi
- JR Hakata City
- Segunda Ligação Malásia–Singapura
- Ponte Bính
- Linha Luzhou (Metrô de Taipei)
- Estação THSR Tainan
- Pista D do Aeroporto de Haneda
- Torre de Moda Gakuen Cocoon[3]

## Conceitos de Megaprojetos dos Sonhos
- Geração de Energia Lunar Solar - Luna Ring (geração de eletricidade usando um cinto de células solares ao redor do equador lunar)[4][5]
- TRY2025 A Ilha Ambiental - Flutuadora Verde (conceito de cidade botânica)
- Megacidade Pirâmide Shimizu (uma enorme pirâmide sobre a Baía de Tóquio)
- Cidade Entre Células (uma cidade sustentável, ambientalmente consciente)
- Hotel Espacial (turismo espacial)
- Bases Lunares
- Plano de Geomembrana Urbana (coordenação de instalações acima do solo e sob o solo para maior eficiência).
- Plano de Rede Aquática no Deserto (canais no deserto)
- Espiral do Oceano (cidade subaquática)[6][7]